# Sasha Hostyn
Sasha Hostyn, connue sous le pseudonyme Scarlett,  née le 14 décembre 1993, est une joueuse canadienne de sport électronique. Elle se fait connaître pour sa performance à StarCraft II, mais joue à Dota 2 quelques mois en 2015 avant de reprendre son jeu de prédilection au sein de Team Expert le 17 août 2016.

## Vie personnelle
Hostyn grandit à Kingston, Ontario, et joue d'abord aux jeux vidéo à l'école, pour s'amuser. Elle commence sa carrière de joueuse professionnelle en participant tout d'abord à des tournois en 2011. 
Femme trans, Scarlett est victime de harcèlement : au sujet de son identité de genre, elle affirme que ça n'a « absolument rien à voir » avec son niveau de jeu, et qu'elle a toujours essayé « de complètement en faire abstraction » au sein de sa carrière esportive.

## StarCraft II
Hostyn gagne en notoriété à StarCraft II en 2012, quand elle bat un grand nombre de joueurs parmi les meilleurs mondiaux en tournoi à Las Vegas. En 2013, elle se place 21e mondiale au jeu, et arrive deuxième au tournoi NorthCon.
En 2014, Hostyn a gagné sept tournois internationaux, ce qui fait d'elle la deuxième joueuse la plus payée de l'histoire  avec plus de 110 000 $ de gains depuis le début de sa carrière.
Au cours de sa carrière, Hostyn a été surnommée « la reine des Lames » (Rapport au personnage de Sarah Kerrigan) et la « Kryptonite des Coréens »,. The New Yorker la qualifie de « femme la plus accomplie du domaine de l'esport ». Elle est la seule finaliste non coréenne des Red Bull Battle Grounds en 2014.

## Dota 2
En février 2015, Hostyn a perdu sa motivation à StarCraft et décide de donner sa chance à un autre jeu, Dota 2. Elle affirme : « J'ai beaucoup joué à Dota 2 donc je vais m'entraîner et voir si je peux devenir forte à ce jeu ». Elle ne parvient cependant pas à atteindre un niveau remarquable.

## Retour àStarCraft II
En juin 2015, Hostyn recommence la compétition à StarCraft II au sein des ligues coréennes, et elle intègre l'équipe Dead Pixels. 
Le 17 août 2016, Scarlett intègre Team Expert.
Le 7 février 2018, elle remporte l'IEM de Pyeongchang, devenant la première femme à remporter une telle compétition.

## Récompenses
En 2014, Polygon la place première de sa liste annuelle des « 50 personnalités admirables du jeu vidéo », la décrivant comme « une des rares femmes qui ont réussi à atteindre les plus hauts échelons de la scène professionnelle de StarCraft II ».
Le 5 octobre 2016, Scarlett rejoint le Livre Guinness des records en tant que Joueuse de sport électronique (femme) ayant le plus gagné d'argent pendant sa carrière.